# Cinco de Mayo, Huehuetla
Cinco de Mayo är en ort i Mexiko.   Den ligger i kommunen Huehuetla och delstaten Puebla, i den sydöstra delen av landet, 170 km öster om huvudstaden Mexico City. Cinco de Mayo ligger 616 meter över havet och antalet invånare är 1 893.
Terrängen runt Cinco de Mayo är kuperad. Runt Cinco de Mayo är det ganska tätbefolkat, med 207 invånare per kvadratkilometer. Närmaste större samhälle är Olintla, 6,5 km sydväst om Cinco de Mayo. I omgivningarna runt Cinco de Mayo växer i huvudsak städsegrön lövskog.